# Побутова електроніка

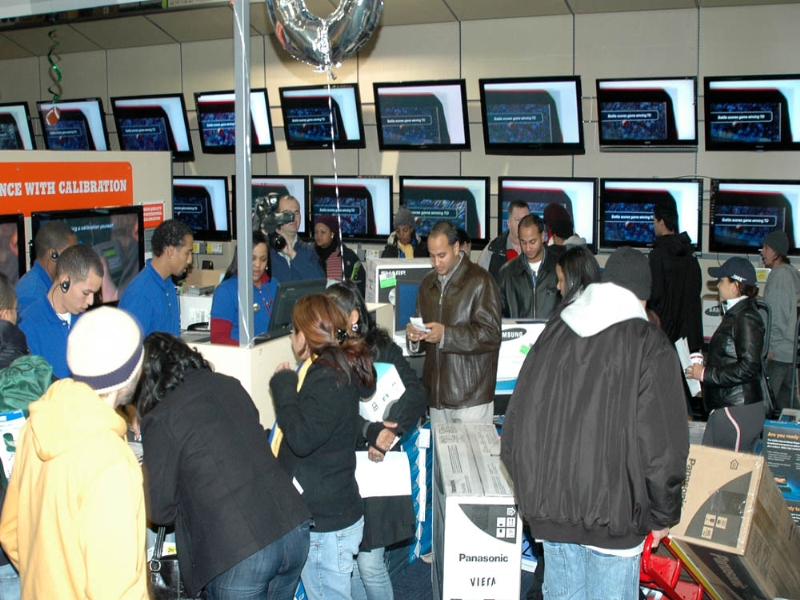
Натовп покупців у розділі телевізорів із плоским екраном великого магазину побутової електроніки Best Buy

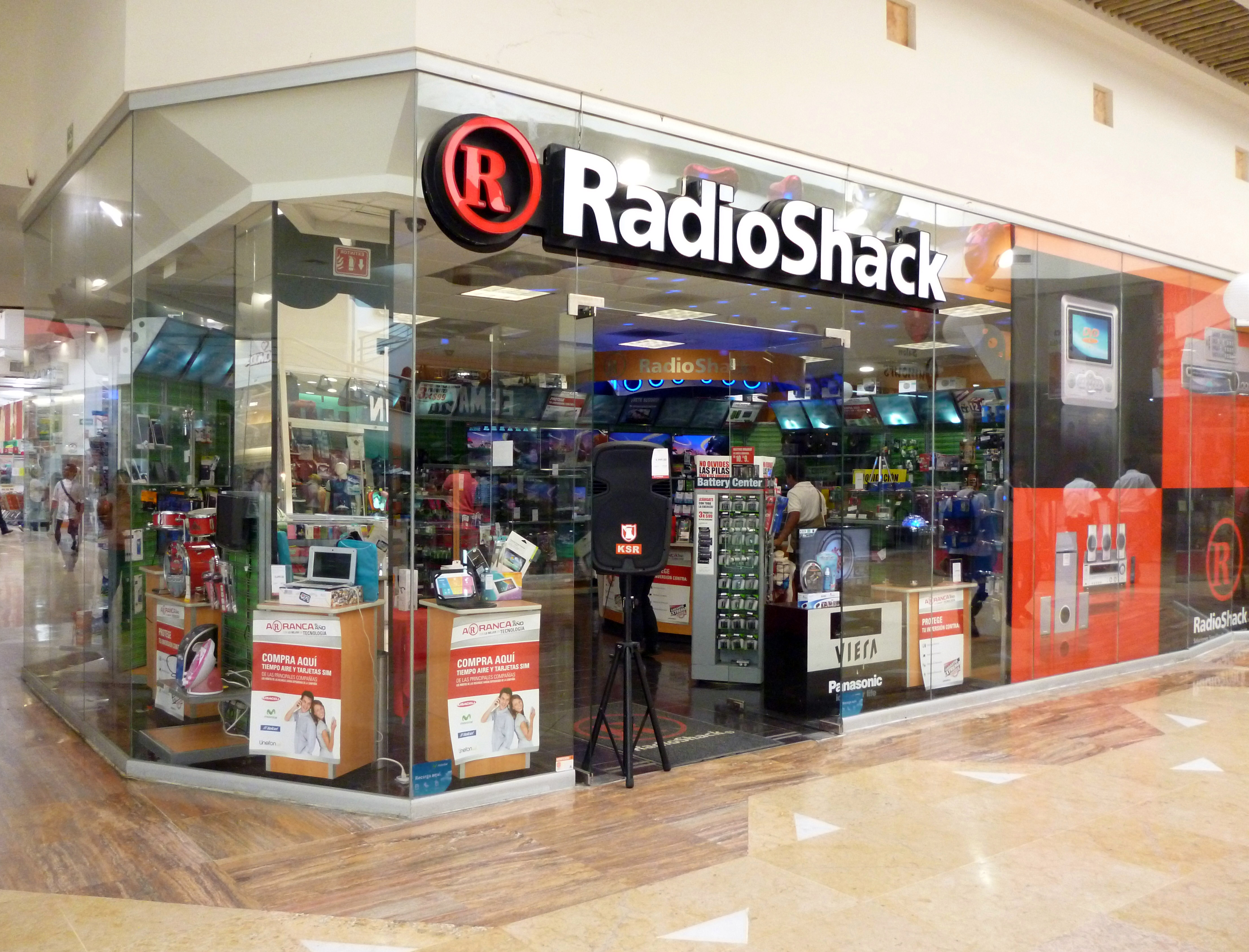
Магазин побутової електроніки Radio Shack у торговому центрі

Побутова електроніка або побутова техніка — це електронне (аналогове або цифрове) обладнання, призначене для повсякденного використання, як правило, в приватних будинках та квартирах. До побутової електроніки належать пристрої, що використовуються для розваг, зв’язку та відпочинку. У британській англійській мові їх часто називають виробниками та продавцями коричневих товарів, щоб відрізнити їх від "білої техніки", яка призначена для ведення домашнього господарства, наприклад пральної машинита холодильників, хоча сьогодні це можна вважати коричневими товарами, оскільки деякі з них вже підключені до Інтернету. У 2010-тих, ця різниця була відсутня у великих великих магазинах продажу споживчої електроніки, які продають як розваги, так і зв'язок, і домашній офіс пристрої і кухонні прилади, такі як холодильники. Найпопулярнішими товарами побутової електроніки були компакт-диски.
Радіомовлення на початку 20 століття принесло перший великий споживчий продукт — мовлення приймача. Пізніше продукція включала телефони, телевізори та калькулятори, потім аудіо- та відеозаписувачі та програвачі, ігрові приставки, персональні комп'ютери та MP3-програвачі. У 2010-х магазини побутової електроніки часто продають GPS, автомобільну електроніку (автомобільні стереосистеми), відеоігрові приставки, електронні музичні інструменти (наприклад, синтезаторні клавіатури), караоке-машини, цифрові камери та відеоплеєри (відеомагнітофони у 1980-х та 1990-х роках, потім відеомагнітофони DVD-програвачами та програвачами Blu-ray). Магазини також продають розумну побутову техніку, цифрові фотоапарати, відеокамери, стільникові телефони та смартфони. Деякі новіші продані продукти включають головні окуляри для дисплея з віртуальною реальністю, розумні домашні пристрої, які підключають домашні пристрої до інтернету та носні технології.
У 2010-х роках більшість побутової електроніки стали базуватися на цифрових технологіях і в основному злилися з комп'ютерною індустрією, що все частіше називають споживанням інформаційних технологій. Деякі магазини побутової електроніки також почали продавати офісні та дитячі меблі. Побутова техніка магазини можуть бути «немережевих» фізичні роздрібні магазини, інтернет — магазини, або комбінації обох.
Очікується, щорічні продажі побутової електроніки становитимуть US$2,9 трлн до 2020 р. Це частина ширшої електронної промисловості. У свою чергу, рушійною силою електронної промисловості є напівпровідникова промисловість. Основним будівельним елементом сучасної електроніки є МОП-транзистор (польовий транзистор з металооксидом-кремнієм, або МОП-транзистор), масштабування та мініатюризація якого є основним фактором швидкого експоненціального зростання електронних технології з 1960-х років.

## Історія

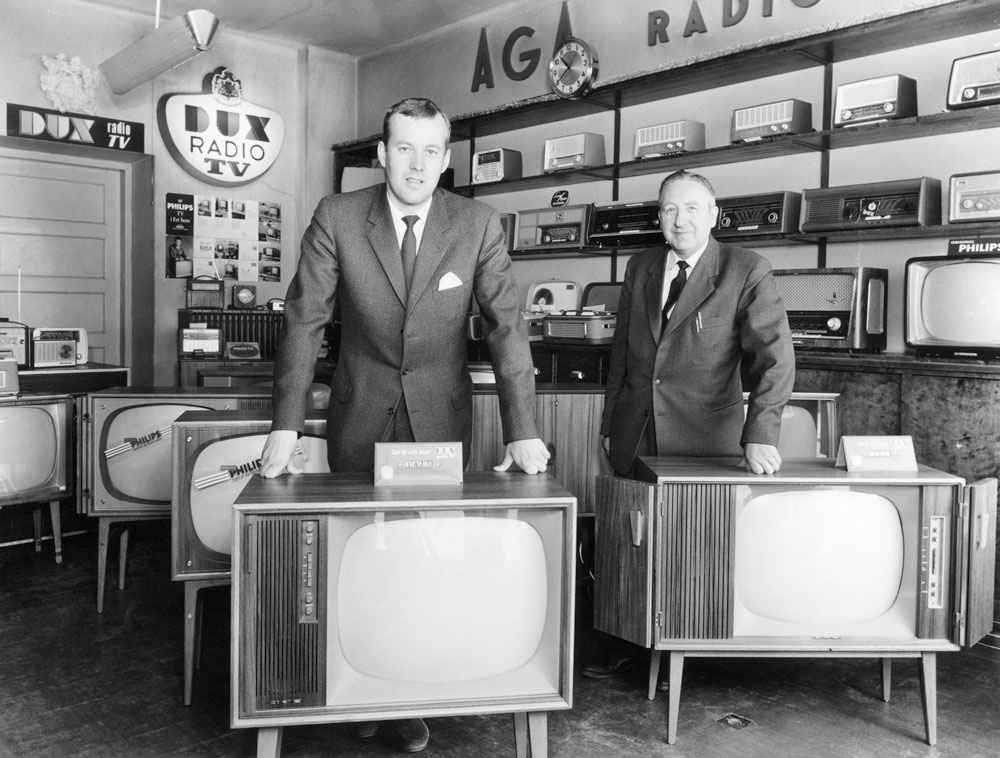
Магазин радіо і телебачення в 1961 році

Протягом перших п’ятдесяти років грамофонний вертушки не використовував електроніки; голка і звуковий ріг були суто механічними технологіями. Однак у 20-х роках радіомовлення стало основою масового виробництва радіоприймачів. Вакуумні трубки, завдяки яким радіоприймачі стали практичними, використовувались і з програвачами звукозапису для посилення звуку, щоб його можна було відтворювати через гучномовець. Незабаром було винайдено телебачення, але воно залишалося незначним на споживчому ринку до 1950-х років.
Перший працюючий транзистор, точково-контактний транзистор, був винайдений Джоном Бардіном і Уолтером Хаузером Браттейном в лабораторіях Белла в 1947 році, що призвело до значних досліджень у галузі твердотільних напівпровідників на початку 1950-х років. Винахід і розробка найдавніших транзисторів у Беллі призвели до транзисторних радіостанцій. Це призвело до виникнення побутової індустрії побутової електроніки, починаючи з 1950-х років, значною мірою завдяки зусиллям Токіо Цусіна Когьо (нині Sony) щодо успішної комерціалізації транзисторних технологій для масового ринку з доступними транзисторними радіостанціями, а потім транзисторними телевізорами.
Процес пасивації поверхні Мохамеда М. Аталли, розроблений у Беллі в 1957 р., призвів до площинного процесу та планарного транзистора, розробленого Жаном Хоерні у Fairchild Semiconductor у 1959 р. з якого походить закон Мура і винахід MOSFET (польовий транзистор метал-оксид-кремній, або MOS-транзистор) Мохамедом Аталою та Давоном Кангом у Беллі в 1959 р. MOSFET був першим по-справжньому компактним транзистором, який можна було мініатюризувати та масово виготовляти для широкого спектра використання  забезпечуючи закон Мура та революціонізуючи електронну промисловість. З тих пір вона стала основним елементом сучасної цифрової електроніки та "робочим конем" електронної промисловості.
Інтегральні схеми (ІС) слідували, коли виробники будували схеми (як правило, для військових цілей) на одній підкладці, використовуючи електричні з'єднання між ланцюгами всередині мікросхеми. Найпоширенішим типом мікросхеми є мікросхема з інтегральною схемою MOS, здатна до широкомасштабної інтеграції (LSI) MOSFET на мікросхемі мікросхеми. Технологія MOS призвела до вдосконалення та дешевшої побутової електроніки, таких як транзисторний телевізор, кишенькові калькулятори, а до 1980-х років доступні відеоігрові приставки та персональні комп’ютери, які могли придбати звичайні сім’ї середнього класу. Швидкий прогрес електронної промисловості в кінці 20-го на початку 21-го століття був досягнутий швидким масштабуванням MOSFET (пов’язаним із масштабуванням Деннарда та законом Мура), аж до субмікронних рівнів, а потім і наноелектроніки на початку 21 століття. MOSFET — це найбільш широко випускається пристрій в історії, загалом, за оцінками, 13 МОП-транзистори sextillion, виготовлені між 1960 і 2018 рр.

## Продукти

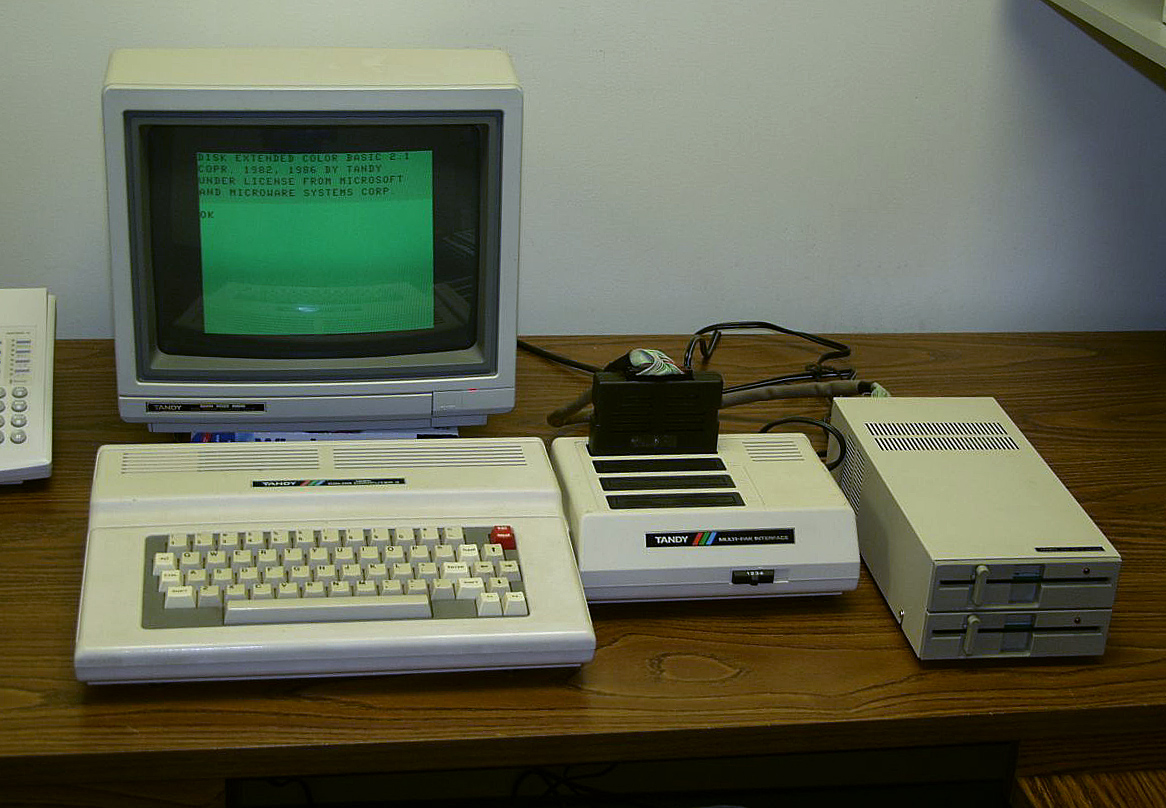
Типова комп'ютерна система CoCo 3 1980-х років

До побутової електроніки належать пристрої, що використовуються для:
- розваги (телевізори з плоским екраном, телевізори, MP3-програвачі, відеомагнітофони, DVD-програвачі, радіоприймачі тощо)).
- комунікації (телефони, стільникові телефони, персональні комп’ютери, що підтримують електронну пошту, настільні комп’ютери, ноутбуки, принтери, подрібнювачі паперу тощо)).
- відпочинок (цифрові фотоапарати, відеокамери, відеоігрові приставки, картриджі ПЗУ, автомобілі з дистанційним управлінням, набори роботів тощо)).

Продукти побутової електроніки, такі як цифровий розподіл відеоігор, все частіше стали базуватися на Інтернеті та цифрових технологіях. Промисловість побутової електроніки значною мірою злилася з індустрією програмного забезпечення, що все частіше називають споживанням інформаційних технологій.

### Тенденції

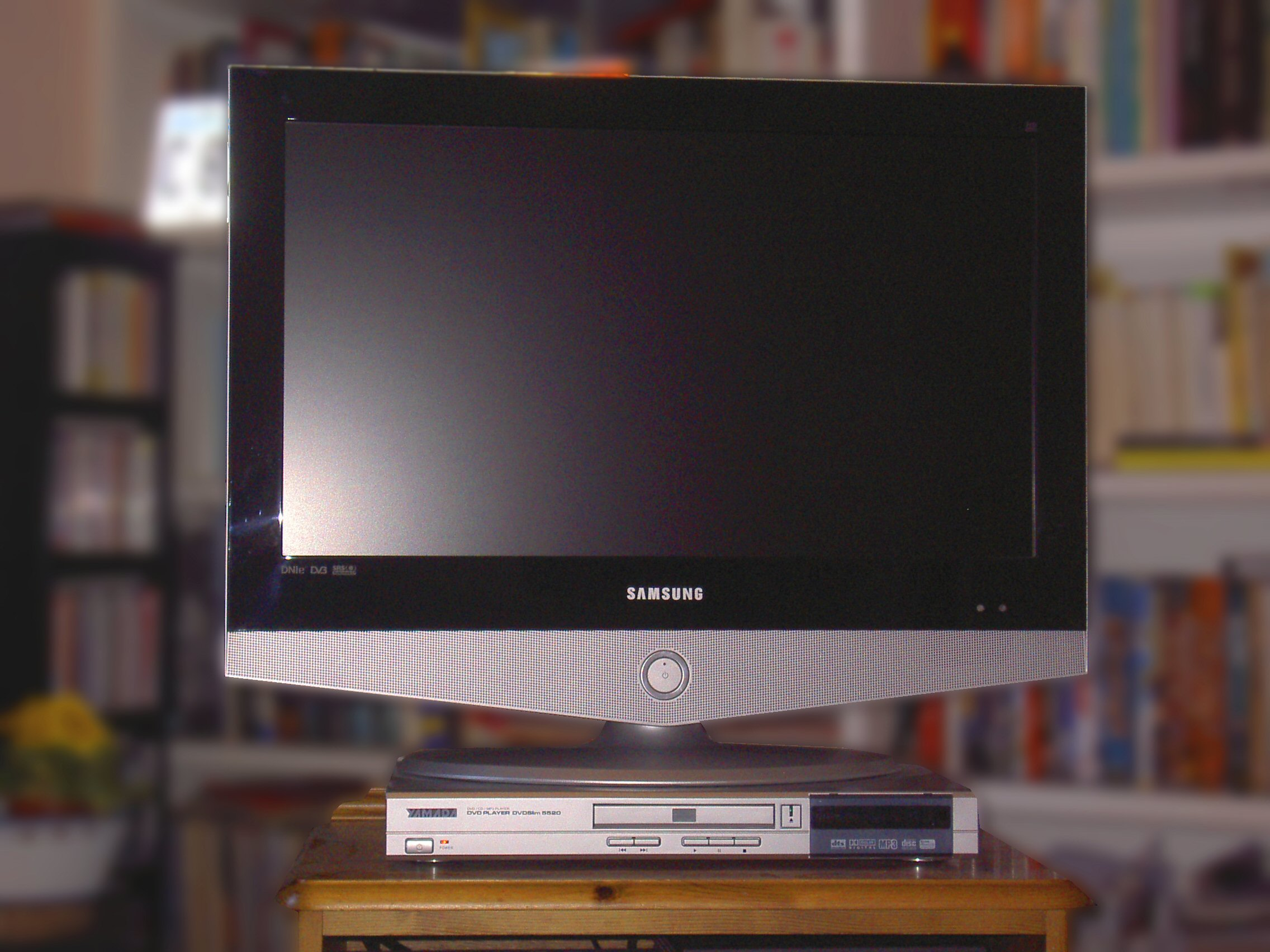
Сучасна плоска панель, HDTV телевізору

Однією з головних характеристик споживчих електронних продуктів є тенденція постійно падаючих цін. Це зумовлене підвищенням ефективності виробництва та автоматизацією, меншими витратами на оплату праці, оскільки виробництво переїхало до країн із нижчою заробітною платою, та вдосконаленням конструкції напівпровідників. Напівпровідникові компоненти отримують вигоду із закону Мура — дотриманого принципу, який стверджує, що за певної ціни функціональність напівпровідників подвоюється кожні два роки.
Поки побутова електроніка продовжує свою тенденцію до конвергенції, поєднуючи елементи багатьох товарів, споживачі стикаються з різними рішеннями при покупці. Існує постійно зростаюча необхідність постійно оновлювати та порівнювати інформацію про товари, щоб споживач міг робити усвідомлений вибір. Стиль, ціна, специфікація та продуктивність — все це важливо. Відбувається поступовий перехід до вітрин вебмагазинів електронної комерції.
Багато продуктів включають підключення до Інтернету за допомогою таких технологій, як Wi-Fi, Bluetooth, EDGE або Ethernet. Продукти, традиційно не пов’язані з використанням комп’ютерів (наприклад, телевізори чи обладнання Hi-Fi), тепер надають можливості підключення до Інтернету або до комп’ютера за допомогою домашньої мережі для забезпечення доступу до цифрового вмісту. Прагнення до вмісту високої чіткості (HD) змусило галузь розробити ряд технологій, таких як WirelessHD або ITU-T чи G.hn, які оптимізовані для розподілу вмісту HD між побутовими електронними пристроями вдома.

## Галузі
Електронна промисловість, особливо маючи на увазі побутову електроніку, виникла в 20 столітті і зараз перетворилася на світову галузь на мільярди доларів. Сучасне суспільство використовує всілякі електронні пристрої, побудовані на автоматизованих або напівавтоматизованих заводах, що експлуатуються галуззю.

### Виробництво

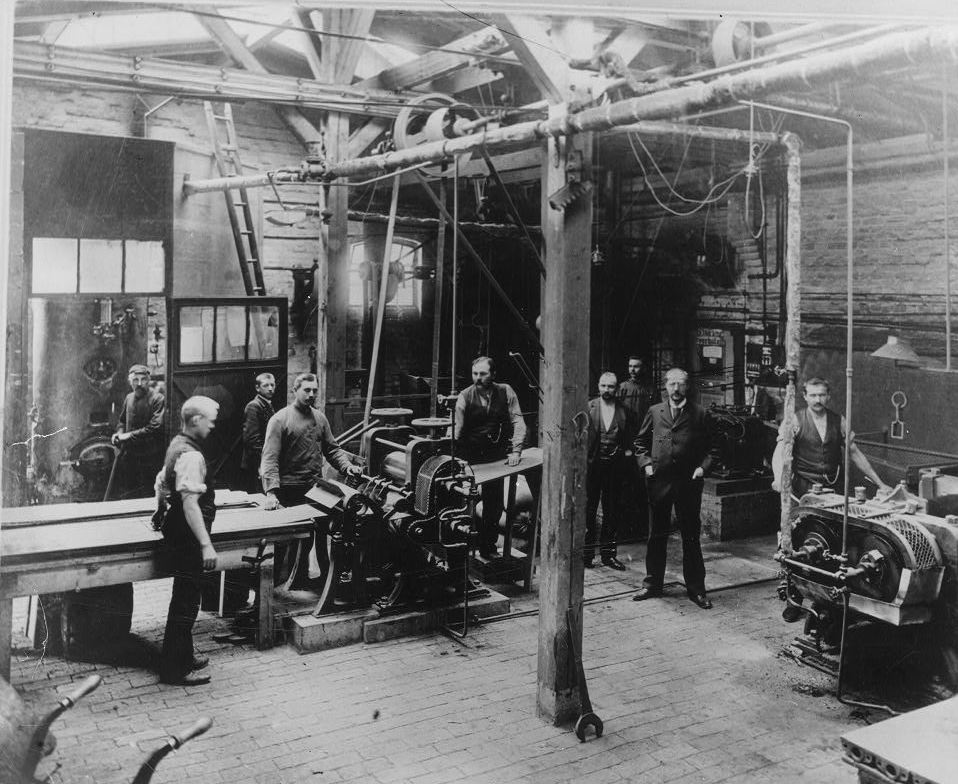
Грамофонний завод у Ганновері-Нордштадті

Більшість побутової електроніки побудовано в Китаї через вартість обслуговування, доступність матеріалів, якість та швидкість на відміну від інших країн, таких як США. Такі міста, як Шеньчжень, стали важливими виробничими центрами для галузі, залучивши багато компаній побутової електроніки, такі як Apple Inc.

#### Електронний компонент
Електронний компонент — це будь-який основний дискретний пристрій або фізична сутність електронної системи, що використовується для впливу на електрони або пов'язані з ними поля. Електронні компоненти — це переважно промислові вироби, що випускаються в однині і їх не слід плутати з електричними елементами, які є концептуальними абстракціями, що представляють ідеалізовані електронні компоненти.

#### Розробка програмного забезпечення
Побутова електроніка, така як персональні комп'ютери, використовує різні типи програмного забезпечення. Вбудоване програмне забезпечення використовується в деяких побутових електроніках, таких як мобільні телефони. Цей тип програмного забезпечення може бути вбудований в апаратне забезпечення електронних пристроїв.  Деякі споживчі електроніки включають програмне забезпечення, яке використовується на персональному комп'ютері разом із електронними пристроями, такими як відеокамери та цифрові камери, а також існує програмне забезпечення сторонніх розробників для таких пристроїв.

#### Стандартизація
Деякі споживчі електроніки дотримуються протоколів, таких як протоколи підключення "до високошвидкісних двонаправлених сигналів". У телекомунікаціях протокол зв'язку — це система цифрових правил обміну даними всередині або між комп’ютерами.

### Виставки
Consumer Electronics Show (CES) виставка відбулася щорічно в Лас-Вегасі, штат Невада з моменту його заснування в 1973 році. На заході, який виріс зі 100 експонентів у своєму першому році до понад 4500 компаній-експонентів у своєму випуску 2020 року, представлені останні новини побутової електроніки, виступи галузевих експертів та інноваційні нагороди.
IFA Берлін (IFA) виставка зайняла місце Берлін, Німеччина з моменту свого заснування в 1924 році. На заході представлена нова побутова електроніка та виступи піонерів галузі.

### Ініціативи IEEE
Інститут інженерів електротехніки та електроніки (IEEE), найбільше у світі професійне товариство, має безліч ініціатив щодо вдосконалення сучасного рівня побутової електроніки. IEEE має спеціальне товариство з тисяч професіоналів для просування CE, яке називається Товариством побутової електроніки (CESoc). IEEE має численні періодичні видання та міжнародні конференції з просування СЕ та заохочення спільних досліджень та розробок у СЄ. Флагманська конференція CESoc, яка називається IEEE International Conference on Consumer Electronics (ICCE), триває вже 35-й рік.
- Транзакції IEEE щодо побутової електроніки
- Журнал побутової електроніки IEEE
- Міжнародна конференція IEEE з побутової електроніки (ICCE)

### Роздрібна торгівля
Роздрібна торгівля електронікою — значна частина роздрібної торгівлі у багатьох країнах. У Сполучених Штатах спеціалізовані магазини побутової електроніки здебільшого поступилися місцем великим магазинам, таким як Best Buy, найбільший рітейлер побутової електроніки в країні хоча до менших спеціалізованих магазинів належать Apple Stores та спеціалізовані магазини, які обслуговують, наприклад, аудіофіли та винятки, наприклад, однофіліальний магазин B&H Photo у Нью-Йорку. Широкі роздрібні магазини, такі як Wal-Mart і Target, також продають побутову електроніку у багатьох своїх магазинах.  У квітні 2014 року роздрібний продаж електронної комерції був найвищим у споживчих електронних та комп’ютерних категоріях. Деякі продавці побутової електроніки пропонують розширені гарантії на продукти з такими програмами, як SquareTrade.
Район (відділ або квартал) електроніки — це область торгівлі з великою щільністю роздрібних магазинів, що продають побутову електроніку.

### Сервісне обслуговування та ремонт
Споживча електронна послуга може стосуватися обслуговування зазначених продуктів. Коли у побутової електроніки виникають несправності, вони іноді можуть бути відремонтовані.
У 2013 році в Пітсбурзі, штат Пенсильванія, підвищена популярність у прослуховуванні звуку з аналогових аудіопристроїв, таких як програвачі звукозапису, на відміну від цифрового звуку, спричинила помітний ріст бізнесу для електронної ремонтної галузі там.

### Індустрія мобільних телефонів

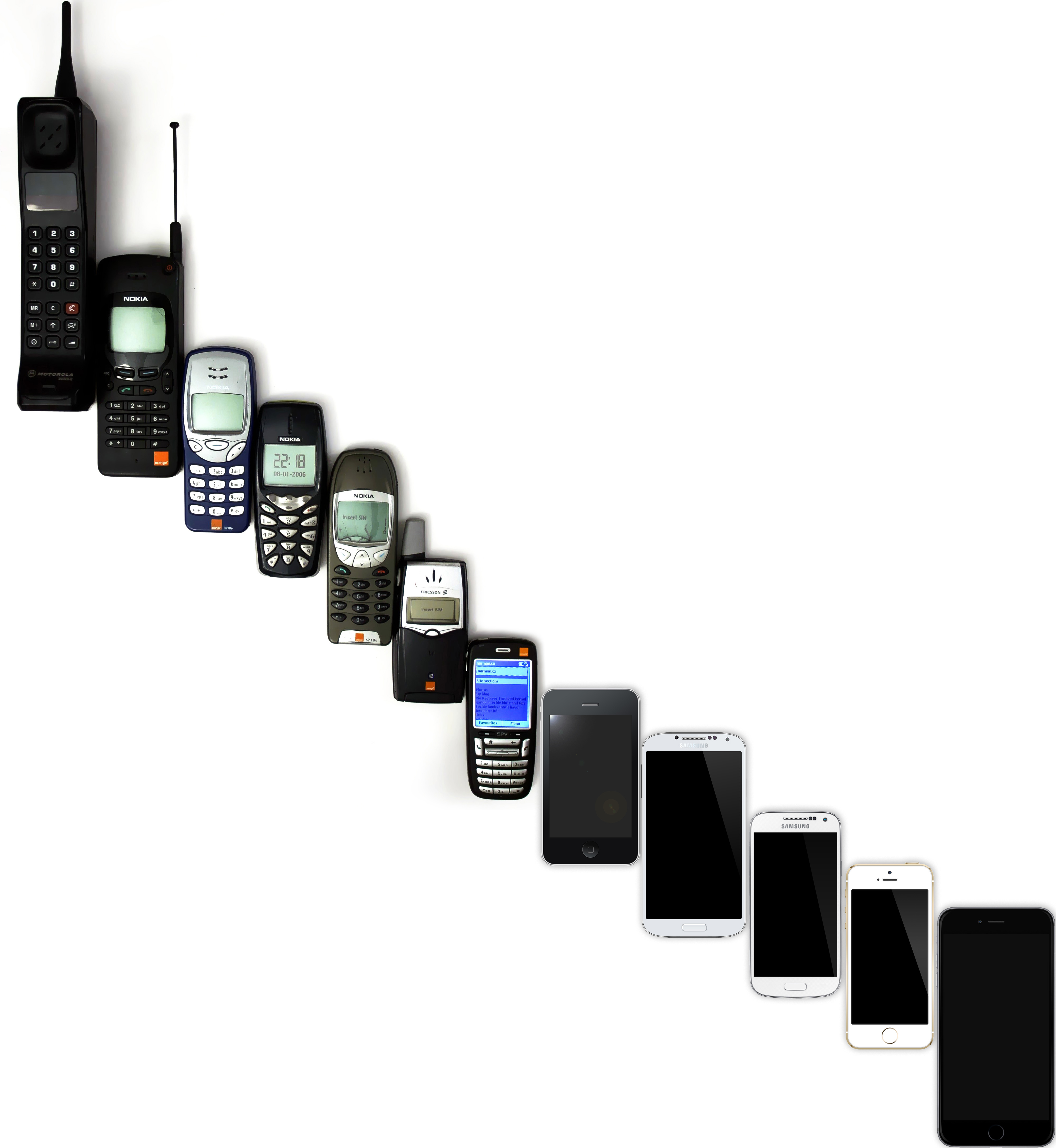
Цей малюнок ілюструє, як індустрія мобільних телефонів еволюціонувала до сучасних смартфонів

## Вплив на навколишнє середовище

Посібник із висновків Greener Electronics 2017

У 2017 році Greenpeace USA опублікував дослідження 17 провідних світових компаній побутової електроніки стосовно їх споживання енергії та ресурсів та використання хімічних речовин.

### Рідкісні метали та рідкісноземельні елементи
В електронних пристроях використовуються тисячі рідкісних металів та рідкісноземельних елементів (у середньому 40 для смартфона), ці матеріали видобуваються та очищуються за допомогою води та енергоємних процесів. Ці метали також використовуються у галузі відновлюваної енергетики, що означає, що побутова електроніка безпосередньо конкурує за сировину.

### Споживання енергії
Споживання енергії споживчою електронікою та вплив на навколишнє середовище, як від виробничих процесів, так і від утилізації пристроїв, постійно зростає. За оцінками ОВНС, на електронні пристрої та гаджети припадає близько 10%–15% споживання енергії в американських будинках — здебільшого через їх кількість; середній будинок має десятки електронних пристроїв. Споживання енергії споживчою електронікою зростає — в Америці та Європі — приблизно до 50% побутового споживання, якщо цей термін перевизначено, включаючи побутову техніку, таку як холодильники, сушарки, пральні машини та посудомийні машини.

### Живлення в режимі очікування
Резервне живлення, яке використовується побутовою електронікою та побутовими приладами, коли вони вимкнені, становить 5–10% від загального споживання енергії домогосподарства, що коштує 100 доларів на рік середньому домогосподарству в США. Дослідження лабораторії Берклі з Міністерства енергетики США показало, що відеокасетофони (відеомагнітофони) споживають більше електроенергії протягом року в режимі очікування, ніж коли вони використовуються для запису або відтворення відео. Подібні висновки були отримані щодо супутникових скриньок, які споживають майже однакову кількість енергії в режимах "увімкнено" та "вимкнено".
Дослідження 2012 року у Великій Британії, проведене Energy Saving Trust, показало, що пристрої, що використовують найбільше енергії в режимі очікування, включають телевізори, супутникові скриньки та інше відео- та аудіообладнання. Дослідження дійшло висновку, що домогосподарства Великої Британії можуть заощадити до 86 фунтів стерлінгів на рік, вимикаючи пристрої, а не використовуючи режим очікування. У звіті Міжнародного енергетичного агентства у 2014 році було виявлено, що 80 мільярдів доларів електроенергії витрачаються щорічно у всьому світі через неефективність електронних пристроїв. Споживачі можуть зменшити небажане використання енергії в режимі очікування, відключивши свої пристрої, використовуючи смужки живлення з перемикачами, або придбавши пристрої, стандартизовані для кращого управління енергією, зокрема, продукти із маркою Energy Star.

### Електронні відходи

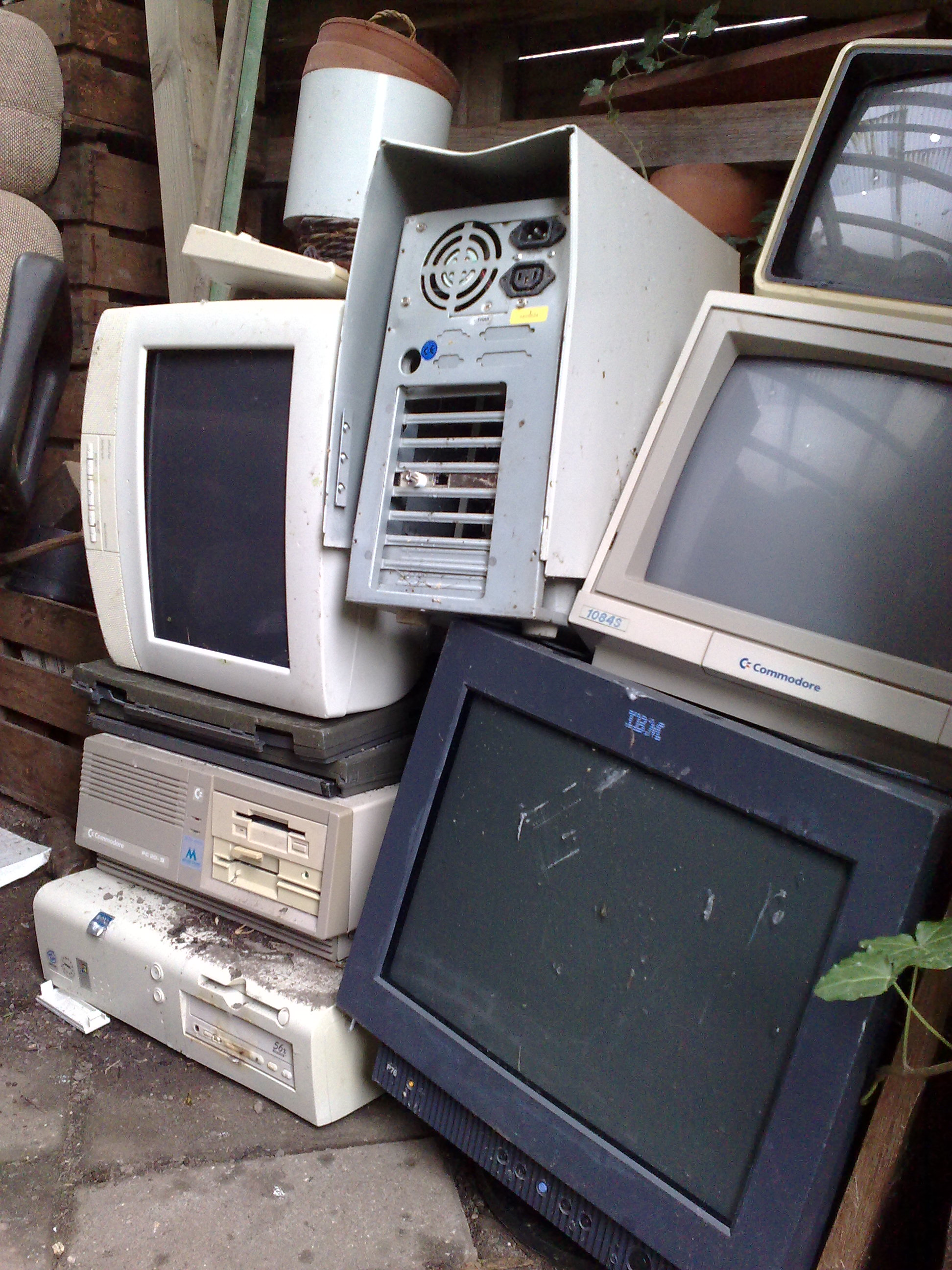
Електронні відходи : викинуте електронне обладнання

Велика кількість різних металів і низька концентрація в електроніці означає, що переробка обмежена та енергоємна. Електронні відходи описують викинуті електричні або електронні пристрої. Багато побутової електроніки можуть містити токсичні мінерали та елементи а багато компонентів електронного брухту, таких як ЕПТ, можуть містити такі забруднення, як свинець, кадмій, берилій, ртуть, діоксини або бромовані антипірени. Електронна переробка відходів може становити значний ризик для робітників та громад, і слід дотримуватися великої обережності, щоб уникнути небезпечного впливу в процесі переробки та витоку матеріалів, таких як важкі метали, зі звалищ та попелу спалення. Однак великі обсяги вироблених електронних відходів з розвинутих країн експортуються та переробляються неформальним сектором у такі країни, як Індія, незважаючи на те, що експорт електронних відходів до них є незаконним. Сильний неформальний сектор може бути проблемою для безпечної та чистої переробки.
Повторне використання та ремонт
Політика електронних відходів пережила різні втілення з 1970-х років, при цьому акценти змінювались із плином десятиліть. Поступово більшу вагу приділяли необхідності ретельніше утилізувати електронні відходи через токсичні матеріали, які вони можуть містити. Також було визнано, що різні цінні метали та пластмаси з відпрацьованого електричного обладнання можуть бути перероблені для інших цілей. Зовсім недавно доцільність повторного використання цілих приладів була висунута на перший план у рекомендаціях щодо "підготовки до повторного використання". Основна увага в політиці повільно рухається до потенційного зміни у ставленні до повторного використання та ремонту.
Оскільки оборот дрібних побутових приладів високий, а витрати відносно низькі, багато споживачів викидають небажані електротовари на звичайний смітник, а це означає, що предмети з потенційно високою вартістю повторного використання або переробки надходять на звалища. Хоча, як правило, збирають великі предмети, такі як пральні машини, за підрахунками 160 000 тонн ЕЕО при регулярному збиранні відходів коштували 220 мільйонів фунтів стерлінгів. І 23% ЕЕО, доставленого до Центрів переробки побутових відходів, було негайно перепродано — або було б здійснено незначний ремонт чи ремонт. Це свідчить про недостатню обізнаність споживачів щодо того, де і як утилізувати ЕЕО, а також про потенційну цінність речей, які буквально потрапляють у смітник.
Для повторного використання та ремонту електротоварів у Великій Британії значно зростають бар'єри, які необхідно подолати. Сюди входять недовіра людей до вживаного обладнання з точки зору того, чи буде воно функціональним, безпечним, і клеймо щодо деяких товарів, що є власниками вживаних товарів. 

## Вплив на здоров'я
Настільні монітори та ноутбуки викликають серйозні проблеми з фізичним здоров’ям людей, коли тіла змушені знаходитись у нездорових та незручних положеннях, щоб краще бачити екран. Від цього наростають болі в шиї і спині, проблеми, які зазвичай називають травмами, що повторюються. Використання електроніки перед сном ускладнює засинання людей, що негативно позначається на здоров’ї людини. Сон менше заважає людям працювати у повному обсязі фізично та розумово, а також може "збільшити рівень ожиріння та діабет", що є "довгостроковими наслідками для здоров’я". Ожиріння та діабет частіше спостерігаються у студентів та молоді, оскільки вони, як правило, найбільше використовують електроніку. "У людей, які часто використовують великі пальці для набору текстових повідомлень на мобільних телефонах, може розвинутися хворобливе захворювання, яке називається синдромом Де Кервена (або Тендровагініт), що вражає їх сухожилля на руках. Найвідоміша хвороба цієї категорії називається синдромом зап’ястного каналу, який виникає внаслідок тиску на серединний нерв зап’ястя". 

## Подальше читання
- Kevin Sintumuang (2 січня 2015). Tech Etiquette: 21 Do's and Don'ts. The Wall Street Journal. Архів оригіналу за 20 серпня 2017. Процитовано 9 листопада 2020.